# Greteli Finchamová
Greteli Sarah de Swardtová (rozená Fincham, * 9. května 2001) je jihoafrická herečka, fotografka a umělkyně. Je známá svými rolemi v seriálu kykNET Alles Malan (2019–) a sérii Netflix Krev a voda (2020–).

## Životopis
Finchamová se narodila rodičům Newtonovi a Lisl. Má sestru. Navštěvovala školu Stellenbosch High School. Účastnila se školních divadelních inscenací a získala řadu studentských a středoškolských dramatických ocenění.

## Kariéra
Finchamová debutovala v televizi jako mladá verze postavy Tinarie van Wyk-Loots Annabel Loots v roce 2019 v seriálu Showmax Dwaalster. Ve stejném roce začala hrát jako Elani Malan v seriálu kykNET Alles Malan. Následující rok začala hrát Reece van Rensburgovou v anglickém kriminálním seriálu Netflix pro teenagery Krev a voda. Ve vedlejší roli v první sezóně byla povýšena na ústřední roli ve druhé sezóně Blood & Water.. Zahrála si také mladou verzi postavy Cintaine Schutteové Sophie v komediálním dramatu kykNET Ekstra Medium.
Získala také role ve filmech The Fix režírovaných Kelsey Egan a Moeksie & Patrysie.

## Osobní život
V únoru 2022 se provdala za kameramana Juana de Swardta, který je od listopadu 2021 zasnoubený. Spolu mají dceru, narozenou v březnu 2023.

## Filmografie
| Rok             | Titul                | Role               | Poznámky                       |
| --------------- | -------------------- | ------------------ | ------------------------------ |
| 2019            | Dwaalster            | Mladá Annabel      | 4 epizody                      |
| 2019            | Lui maar op, Belinda | Jessica            | Epizoda: "Maggie en die Bouer" |
| 2019–současnost | Alles Malan          | Elani Malan        | Hlavní role                    |
| 2020–současnost | Blood & Water        | Reece van Rensburg | Hlavní role                    |
| 2020            | Ekstra Medium        | Mladá Sophia       | 9 epizod                       |
| TBA             | The Fix              | Tamsin             |                                |
| TBA             | Moeksie & Patrysie   |                    |                                |